# Warhammer Fantasy
Warhammer Fantasy (ang. młot bojowy) – świat fantasy stworzony przez brytyjską firmę Games Workshop.
Świat Warhammera w wielu aspektach przypomina Ziemię z okresu późnego średniowiecza. Na mapie świata, pomimo nieco innego kształtu lądów, bez trudu rozpoznać można Europę (zwaną tutaj Starym Światem), Amerykę Południową zwaną Lustrią oraz inne kontynenty. Państwa Starego Świata i ich kultura także były wzorowane na krajach z prawdziwego świata: Imperium to Święte Cesarstwo Rzymskie, Bretonnia to średniowieczna Francja, stepy Kislevu zajmują tereny odpowiadające geograficznie położeniu Polski i Rosji, Jałowa Kraina wraz z największym portem Starego Świata Marienburgiem odpowiada Niderlandom, Estalia stanowi w ogólnych zarysach odpowiednik Hiszpanii, natomiast państwa-miasta Tilei wzorowane są na późnośredniowiecznych Włoszech. Na obrzeżach Starego Świata istnieje jeszcze Norska (Skandynawia), Albion (Wielka Brytania) oraz Arabia (odpowiadająca ogólnie Imperium Osmańskiemu).
W ten wzorowany na historycznym świat wkomponowane są elementy inspirowane światami fantasy; przykładowo, na południowo-wschodnim krańcu Bretonii znajduje się zamieszkiwany przez Leśne Elfy las Athel-Loren, który w ogólnych zarysach nawiązuje do znanego z mitologii Śródziemia lasu Lothlórien. Jedną z krain Imperium jest natomiast nawiązująca do tolkienowskiego Shire Kraina Zgromadzenia, zamieszkiwana przez niziołków. Na obrzeżach Imperium znajduje się także dziki obszar zwany jako Sylvania, siedlisko wampirów, zainspirowana legendą zapoczątkowaną przez Brama Stokera w powieści Drakula.
Innymi rasami występującymi w świecie Warhammera są jaszczuroludzie, orki, nieumarli czy szczuropodobni skaveni.
Warhammer nie jest sielankowym światem fantasy – cały czas wisi nad nim widmo zagłady (można więc mówić o settingu dark fantasy). Północne i południowe bieguny to tak zwane Pustkowia Chaosu, gdzie z bram do innego wymiaru wylewają się zastępy demonów – żołnierzy Bogów Chaosu. Chaos jest motywem charakterystycznym dla Warhammera i w większości gier, których akcja dzieje się w tym uniwersum, gracze muszą w jakiś sposób przeciwstawić się temu pradawnemu złu, które nadaje mu mrocznego charakteru. W świecie Warhammera występuje też spaczenie – substancja wywołująca mutacje.
Obok opisanego wyżej Warhammer Fantasy firma Games Workshop stworzyła także Warhammer 40,000 – utrzymany w konwencji mrocznego, gotyckiego science fiction, świat będący w wielu aspektach odbiciem Warhammera Fantasy.
Warhammer Fantasy Roleplay był jednym z pierwszych wydanych w Polsce systemów RPG (ukazał się nakładem wydawnictwa Mag) i jako taki jest cały czas bardzo popularny. W roku 2005 wydana została druga edycja systemu, tworzona przez firmę Green Ronin Publishing. W Polsce jest wydawana przez wydawnictwo Copernicus Corporation. W 2009 roku powstała odświeżona, trzecia edycja gry, wydana przez Fantasy Flight Games. Nie doczekała się polskiego wydania. Czwarta edycja systemu w wersji polskiej została wydana (również nakładem Copernicus Corporation) w 2023 roku.
Oprócz gier, w świecie Warhammera ma też miejsce akcja wielu powieści i opowiadań, pisanych m.in. przez Williama Kinga, Kima Newmana (jako Jack Yeovil) i Dana Abnetta. Najsłynniejszymi opowiadaniami są Przygody Gotreka i Felixa, czyli dzieje krasnoludzkiego zabójcy, Gotreka Gurnissona i jego towarzysza, Felixa Jaegera.

## Rasy i narodowości w świecie Warhammera
- Ludzie
  - Imperium (Empire)
  - Bretonnia (Bretonnia)
  - Kislev (Kislev)
  - Estalia (Estalia)
  - Tilea (Tilea)
  - Arabia (Araby)
  - Królestwa Indu (Kingdoms of Ind)

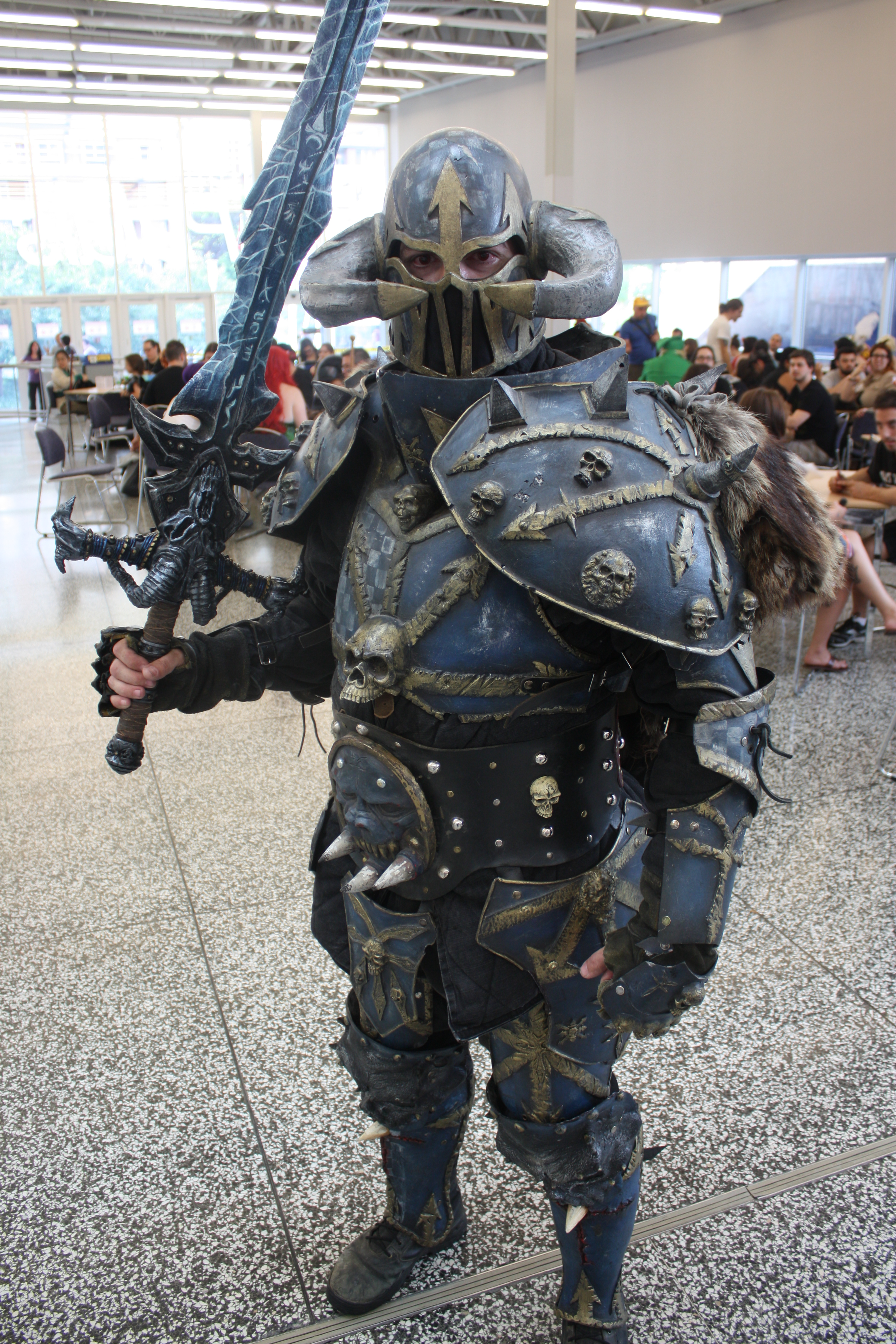
Wojownik chaosu (cosplay)

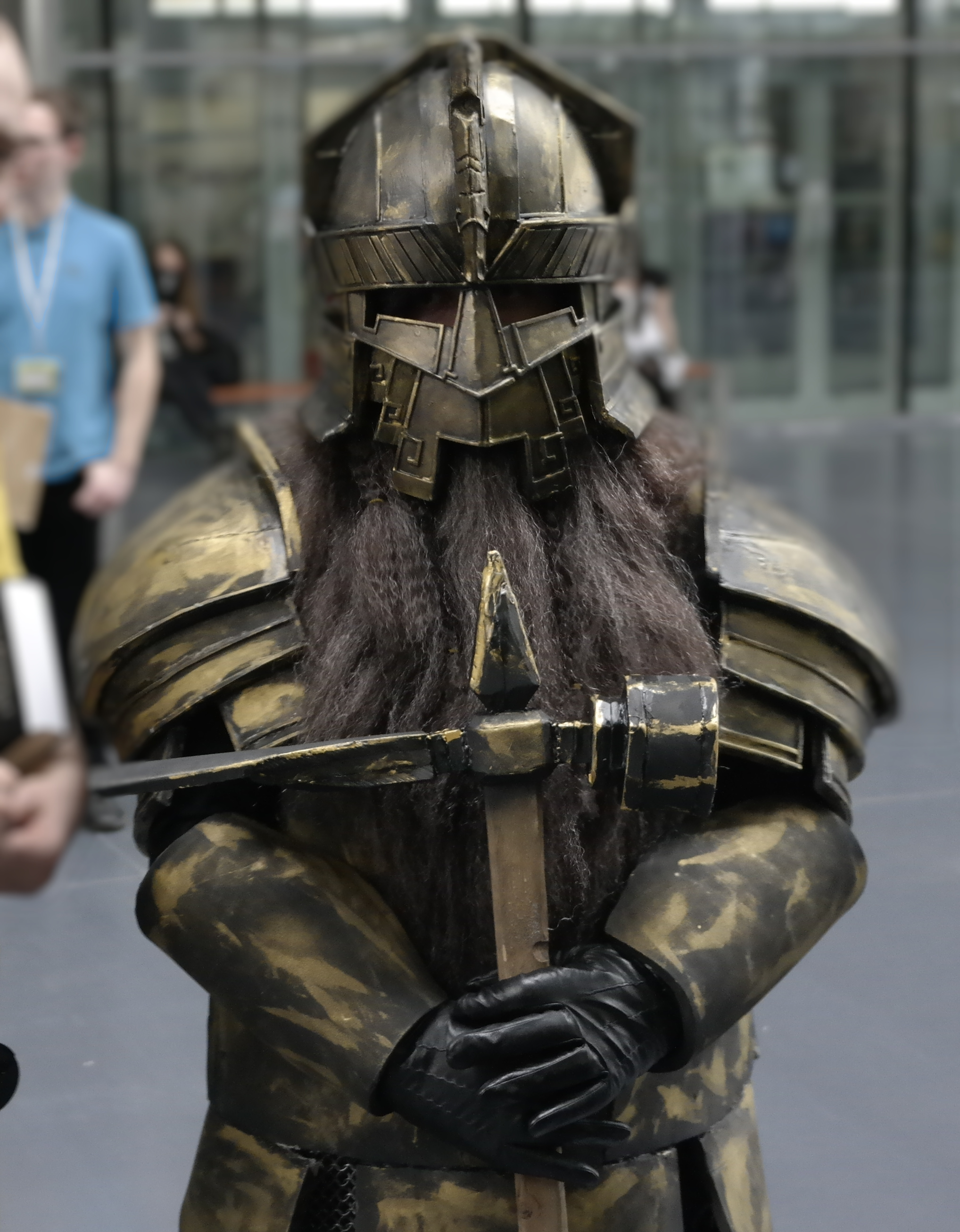
Krasnolud (cosplay)

  - Kataj (w I polskiej edycji gry: Kitaj) (Cathay)
  - Nippon (Nippon)
  - Albion (Albion)
  - Księstwa Graniczne (Border Princes)
- Elfy
  - Elfy Wysokiego Rodu (High Elves)
  - Mroczne elfy (Dark Elves)
  - Leśne elfy (Wood Elves)
  - we wcześniejszych wydaniach Morskie elfy (Sea Elves)
- Krasnoludy
  - Krasnoludy (Dwarfs)
  - Krasnoludy Chaosu (Chaos Dwarfs)
- Chaos
  - Wojownicy Chaosu (Warriors of Chaos)
  - Demony Chaosu (Daemons of Chaos)
  - Bestie Chaosu (Beasts of Chaos)
  - Skaveni (Skaven)
- Nieumarli
  - Królowie Grobowców (Tomb Kings)
  - Książęta wampirów (Vampire Counts)
- Ogry
  - Królestwa ogrów (Ogres Kingdoms)
- Zielonoskórzy
  - Orki i gobliny (Orks & Goblins)
- Jaszczuroludzie (Lizardmen)
- Niziołki

## Książki osadzone w świecie Warhammera
- Ambasador
- Błędny Rycerz
- Bestia w aksamicie
- Chaos w Imperium
- Czarnoksiężnik Drachenfels
- Czerwone pragnienie
- Gwiazda Erengradu
- Honor Poległych
- Inwazja!
- Jeźdźcy wilków
- trylogia Konrad
  - Konrad
  - Zrodzony z cienia
  - Ostrze
- Klątwa Nekrarchy
- Krew Gileada
- Kroniki chwały
- Królestwo chaosu
- Legenda Sigmara
  - Młotodzierżca
  - Imperium
  - Bóg Imperator
- Magiczna pożoga
- Martwi i potępieni
- Miecze chaosu
- Młociarze Ulrika
- trylogia Niewolnicy Ciemności
  - Szpony chaosu
  - Miecze chaosu
  - Serce Chaosu
- Pałac Władcy Plag
- Pradawna Krew
- Piętno Chaosu
- Piętno Potępienia
- Posłaniec śmierci
- Powiernik krzywd
- Rota
- Runiczny Kieł
- Serce Chaosu
- Szczurołap
- Śmiech Mrocznych Bogów
- Wewnętrzny wróg
- Widmo z Yeremy
- Wieczna Geneviewe
- Wino snów
- Wojownicy Ulryka
- Przygody Gotreka i Felixa
  1. Zabójca Trolli
  2. Zabójca Skavenów
  3. Zabójca Demonów
  4. Zabójca Smoków
  5. Zabójca Bestii
  6. Zabójca Wampirów
  7. Zabójca Gigantów
  8. Zabójca Orków
  9. Zabójca ludzi
  10. Zabójca Elfów
  11. Zabójca Szamanów
  12. Zabójca Zombie
  13. Droga Czaszek
- Zaragoz
- Zavant
- Zimne Ostrze Zdrady

## Gry osadzone w świecie Warhammera
- gry bitewne:
  - Warhammer Fantasy Battle (jak do tej pory 8 edycji)
  - Blood Bowl
  - Warmaster
  - Man O'War
  - Mordheim
- gra fabularna:
  - Warhammer Fantasy Roleplay (4 edycje)
- gra karciana
  - WarCry
  - Warhammer: Invasion (Wersja angielska nakładem Fantasy Flight Games. Wersja polska nakładem wydawnictwa Galakta)
  - Blood Bowl: Team Manager
- gry komputerowe:
  - Warhammer: Shadow of the Horned Rat
  - Warhammer: Chaosbane
  - Warhammer: Dark Omen
  - Warhammer: Mark of Chaos
  - Warhammer: Battle March
  - Warhammer Online: Age of Reckoning
  - Warhammer Online: Wrath of Heroes
  - Blood Bowl
  - Warhammer: The End Times - Vermintide
  - Total War: Warhammer
  - Total War: Warhammer II
  - Total War: Warhammer III
  - Warhammer: Vermintide 2
  - Arkadia (domena Imperium)
- gry planszowe:
  - Hero Quest
  - Warhammer Quest
  - Battle Masters
  - Chaos in the Old World